# Brasiliens nationalarkiv
Brasiliens nationalarkiv skapades den 2 januari 1838 och ligger i Rio de Janeiro. Enligt lagen om arkiv (lag 8.159) av den 8 januari 1991 har arkivet plikt att organisera, lagra, bevara, ge tillgång till och förevisa den federala regeringens dokumentariska arv, som tjänar staten och medborgarna. 
Samlingen i nationalarkivet innehåller 55 km textdokument. 2.240.000 fotografier och negativ; 27.000 illustrationer, teckningar; 75.000 kartor och planer; 7000 skivor och 2000 magnetiska ljudband; 90 000 filmrullar och 12 000 videoband. Det har också ett bibliotek specialiserat på historia, arkiv, informationsvetenskap, administrativ rätt och offentlig förvaltning, med cirka 43 000 böcker och böcker, 900 tidningar och 6 300 sällsynta verk. 